# Syringantha
Syringantha là một chi thực vật có hoa trong họ Thiến thảo (Rubiaceae).

## Loài
Chi Syringantha gồm các loài: